# Morne Diablotins
Morne Diablotins je stratovulkán nacházející se v severní části Dominiky. S výškou 1447 m je zároveň nejvyšší horou ostrova a druhý nejvyšší vrchol v Malých Antilách. Vrchol je tvořen komplexem pěti lávových dómů, další dómy se nacházejí na jihovýchodním svahu vulkánu.
Věk poslední erupce není znám, ale předkolumbovské lávové bloky a popelové vrstvy vypadají svěže a nezvětraně, což ukazuje na jejich relativně mladý věk (vzhledem k tomu, že proces zvětrávání v tropické oblasti, kde leží i Dominika, je značně rychlý). V okolí, převážně na severozápadních svazích a v okolí osady Glanville, se nacházejí také četné horké prameny.